# Blagoevgrad (tỉnh)
Tỉnh Blagoevgrad (tiếng Bulgaria: област Благоевград, oblast Blagoevgrad hay Благоевградска област, Blagoevgradska oblast), còn gọi là Pirin Macedonia và Đông Macedonia (tiếng Bulgaria: Пиринска Македония и Източна Македония, Pirinska Makedoniya Iztochna Makedoniya), là một tỉnh (oblast) miền tây nam Bulgaria. Nó giáp với bốn tỉnh khác của Bulgaria là Kyustendil, Sofia, Pazardzhik, Smolyan về phía bắc và đông, với vùng Macedonia của Hy Lạp về phía nam, và với các vùng Đông và Đông Nam của Bắc Macedonia về phía tây. Tỉnh gồm 14 huyện với 12 thị trấn/thành phố. Tỉnh lỵ là Blagoevgrad, còn những thị trấn nổi bật là Bansko, Gotse Delchev, Melnik, Petrich, Razlog, Sandanski, và Simitli.

## Địa lý và khí hậu

### Địa lý
Tỉnh có diện tích 6.449,5 km² và dân số 323.552 người (tính đến  năm 2011). Đây là tỉnh rộng thứ ba Bulgaria sau tỉnh Burgas và tỉnh Sofia, chiếm 5,8% diện tích đất liền. Trên địa bàn tỉnh Blagoevgrad là núi Rila (điểm cao nhất Balkan — đỉnh Musala, 2925 m), Pirin (điểm cao nhất— đỉnh Vihren, 2914 m), Rhodopes, Slavyanka, Belasitsa, Vlahina, Maleshevo, Ograzhden và Stargach. Có hai con sông lớn chảy qua tỉnh — sông Struma và sông Mesta — với dân cư tập trung trong các thung lũng sông, mà cũng là hành lang vận tải chính.

### Khí hậu
Khí hậu biến thiên từ ôn đới lục địa đến khí hậu Địa Trung Hải ở chóp nam tỉnh. Tài nguyên thiên nhiên là gỗ, suối khoáng, than, vật liệu xây dựng (gồm đá hoa và đá hoa cương). Trên địa bàn tỉnh có một số vườn quốc gia và vùng bảo tồn nhằm bảo vệ đa dạng sinh học. Đất trồng chiếm 38,8% còn rừng chiếm 52% diện tích tỉnh.

## Lịch sử
Những cuộc chiến tranh Balkan năm 1912–1913 dẫn đến sự hợp nhất vùng đất này vào vùng đất Bulgaria. Trước chiến tranh, nó nằm dưới sự cai trị của Ottoman trong hơn năm thế kỉ.

## Huyện

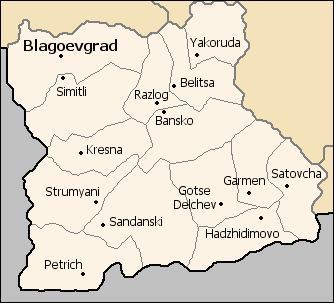
Bản đồ tỉnh Blagoevgrad vẽ địa phận từng huyện và vị trí huyện lỵ

Tỉnh Blagoevgrad (област, oblast) có 14 huyện (số ít: община, obshtina - số nhiều: общини, obshtini). Dưới đây là tên của từng huyện viết bằng Latinh và Kirin, với dân số tính đến 2011.
| Tên bằng chữ Latinh | Tên bằng chữ Kirin | Dân số census 2011 | Huyện lỵ      | Dân số census 2011 |
| ------------------- | ------------------ | ------------------ | ------------- | ------------------ |
| Bansko              | Банско             | 13.125             | Bansko        | 8.562              |
| Belitsa             | Белица             | 9.927              | Belitsa       | 3.362              |
| Blagoevgrad         | Благоевград        | 77.441             | Blagoevgrad   | 70.881             |
| Garmen              | Гърмен             | 14.981             | Garmen        | 1.982              |
| Gotse Delchev       | Гоце Делчев        | 31.236             | Gotse Delchev | 19.219             |
| Hadzhidimovo        | Хаджидимово        | 10.091             | Hadzhidimovo  | 2.730              |
| Kresna              | Кресна             | 5.441              | Kresna        | 3.470              |
| Petrich             | Петрич             | 54.006             | Petrich       | 28.902             |
| Razlog              | Разлог             | 20.598             | Razlog        | 11.960             |
| Sandanski           | Сандански          | 40.470             | Sandanski     | 26.472             |
| Satovcha            | Сатовча            | 15.444             | Satovcha      | 2.434              |
| Simitli             | Симитли            | 14.283             | Simitli       | 6.674              |
| Strumyani           | Струмяни           | 5.778              | Strumyani     | 998                |
| Yakoruda            | Якоруда            | 10.731             | Yakoruda      | 5.792              |